# منتخب روسيا البيضاء لهوكي الحقل للسيدات
منتخب روسيا البيضاء لهوكي الحقل للسيدات هو ممثل روسيا البيضاء الرسمي في المنافسات الدولية في هوكي الحقل للسيدات
.